# Gideon Raff
Gideon Raff (né le 10 septembre 1972 à Jérusalem) est un réalisateur israélien.

## Biographie
Raff Gideon est né à Jérusalem d'un père comptable au ministère des finances israélien. Entre ses deux et six ans, il vit à Washington où son père travaille comme conseiller économique pour l'ambassade. Après son service militaire de trois ans comme parachutiste à Tsahal, il fait des études de cinéma à l'université de Tel Aviv.
Il part vivre à Los Angeles étudier la réalisation à l'American Film Institute. Son film de fin d'études, The Babysitter, est présenté au Festival du film de Tribeca.
En 2007, il réalise son premier long métrage, The Killing Floor.
En 2009, il crée en Israël la série Hatufim. Cette série inspire une adaptation aux États-Unis, la série Homeland (2011-2020),.
Il vit avec son mari à Tel Aviv.

## Filmographie

### Cinéma
- 2007 : The Killing Floor avec Marc Blucas, Shiri Appleby, Reiko Aylesworth
- 2008 : Train avec Thora Birch
- 2019 : Opération Brothers[4] avec Chris Evans, Michael K. Williams, Ben Kingsley

### Télévision
- 2010-2012 : Hatufim (série télévisée, deux saisons)
- 2014-2016 : Tyrant (série télévisée, trois saisons)
- 2015 : Dig (série télévisée)
- 2022 : The Spy[5] (mini-série)

## Récompenses et distinctions
- 64e cérémonie des Primetime Emmy Awards : Primetime Emmy Award du meilleur scénario pour une série télévisée dramatique décerné à Gideon Raff, Howard Gordon et Alex Gansa
- Prix Edgar-Allan-Poe 2012 : meilleur épisode de série télévisée, partagé avec Howard Gordon et Alex Gansa